# Шопан-ата
Шопан-ата (каз. Шопан ата) — культово-мемориальный памятник X—XIX веков в Каракиянском районе Мангистауской области Казахстана, состоящий из некрополя и подземной мечети. Находится в 21 км к северу от села Сенек. С 1982 года — памятник истории и культуры республиканского значения.

## Легенды
По преданиям, название некрополя и подземной мечети происходит от имени легендарного покровителя пастухов Шопана-ата, бывшего учеником туркестанского проповедника Ходжи Ахмеда Ясави. По одной из легенд, Ясави для проверки своих учеников выбросил свой посох в окно мечети и попросил его найти. Все бросились на поиски кроме Шопана-ата, который спокойно сидел на месте, объяснив это тем, что посох находится далеко и сначала необходимо подготовиться к долгому пути. В поисках он пришёл на Манглышлак, где из посоха уже выросло тутовое дерево. На месте находки он построил мечеть.
По другой легенде, парень Муса помог двум девушкам напоить овец, подняв тяжёлую крышку колодца, и они позвали его в дом слепого отца, где он остался работать пастухом. Через 9 лет все ягнята в стаде родились белыми, ещё через год — пегими. Старик женил Мусу на своей младшей дочери и назвал покровителем овец — Шопан-ата.
В ещё одном варианте легенды к Шопану-ата в гости пришёл Темир-баба. На угощение Шопан-ата зарезал и приготовил овцу. Они съели мясо, не трогая кости. После чего Шопан-ата завернул кости в шкуру и оживил овцу.

## Описание
Подземная мечеть и могила Шопана-аты находится в юго-западной части некрополя. В этой же части находятся наиболее древние надгробные памятники огузо-кипчакских племён, обитавших на территории Мангышлака в X—XIII вв.: примитивные ограды, бескупольные мавзолеи (саганатамы), стелы (кулпытасы и койтасы), которые из-за выветривания превратились в бесформенные развалины.
В восточной и северо-восточной части некрополя находится много бескупольных мавзолеев и несколько купольных мавзолеев, построенных в XIX — начале XX вв.
Мечеть, возможно, возникла раньше кладбища. Она выбита в приовражной скале. Центральное положение в мечети занимает прямоугольный зал размерами 7,1×5,1 м. Днём помещение центрального зала освещается через круглый световой люк в потолке диаметром 1,2 м. К стволу люка прислонён деревянный шест, украшенный полосками ткани и рогами архаров. В юго-западном углу зала находится пологая лестница, которая превратилась в пологий пандус, ведущая наверх к группе помещений гробницы — молельной комнаты и двух камер захоронений.